# Landkreis Donauwörth
Der Landkreis Donauwörth gehörte zum bayerischen Regierungsbezirk Schwaben. Sein ehemaliges Gebiet liegt heute zum größten Teil im Landkreis Donau-Ries. Vor dem Beginn der Gebietsreform in Bayern in den 1970er Jahren umfasste der Landkreis 70 Gemeinden.

## Geographie

### Wichtige Orte
Die einwohnerstärksten Gemeinden waren Donauwörth, Harburg (Schwaben), Wemding und Monheim.

### Nachbarkreise
Der Landkreis grenzte 1972 im Uhrzeigersinn im Norden beginnend an die Landkreise Gunzenhausen, Weißenburg in Bayern, Eichstätt, Neuburg an der Donau, Wertingen, Dillingen an der Donau und Nördlingen.

## Geschichte

### Bezirksamt
Das Bezirksamt Donauwörth wurde im Jahr 1862 durch den Zusammenschluss der Landgerichte älterer Ordnung Donauwörth und Monheim gebildet.
Am 20. März 1871 trat das Bezirksamt Wertingen die Gemeinde Druisheim an das Bezirksamt Donauwörth ab.
Am 1. Januar 1880 wurden die sieben Gemeinden Bertoldsheim, Erlbach, Hatzenhofen, Mauern, Rennertshofen, Rohrbach und Trugenhofen vom Bezirksamt Donauwörth abgetrennt und dem Bezirksamt Neuburg an der Donau zugeschlagen. Gleichzeitig kamen die Gemeinden Brachstadt und Oppertshofen vom Bezirksamt Dillingen und die Gemeinde Nordendorf des Bezirksamtes Wertingen zum Bezirksamt Donauwörth.
Am 1. Januar 1910 wurde die Gemeinde Lauterbach dem Bezirksamt Wertingen zugeordnet.

### Landkreis
Am 1. Januar 1939 wurde im Deutschen Reich die einheitliche Bezeichnung Landkreis eingeführt. So wurde aus dem Bezirksamt der Landkreis Donauwörth.
Am 1. April 1940 erhielt der Landkreis seinen bis zuletzt gültigen Gebietsumfang, als die bis dahin kreisfreie Stadt Donauwörth kreisangehörig wurde. Bis auf diese beiden Veränderungen blieb das Kreisgebiet bis 1972 im seit dem 1. Januar 1880 gegebenen Rahmen.
Am 1. Juli 1972 wurde der Landkreis Donauwörth aufgelöst:
- Die Gemeinden Ellgau und Nordendorf kamen zum Landkreis Augsburg.
- Die Gemeinden Gundelsheim und Möhren kamen zum Landkreis Weißenburg-Gunzenhausen im Regierungsbezirk Mittelfranken.
- Alle übrigen Gemeinden und damit der größte Teil des Landkreises wurden mit dem Landkreis Nördlingen zum neuen Landkreis Nördlingen-Donauwörth zusammengefasst. Dazu kamen noch westliche Teile des ehemaligen Landkreises Neuburg an der Donau – die Umgebung der Stadt Rain. Am 1. Mai 1973 erhielt der neue Landkreis die heutige Bezeichnung Donau-Ries.[6][7]

## Einwohnerentwicklung
| Jahr | Einwohner | Quelle |
| ---- | --------- | ------ |
| 1864 | 30.824    | [ 8 ]  |
| 1885 | 31.342    | [ 9 ]  |
| 1900 | 30.992    | [ 10 ] |
| 1910 | 32.249    | [ 10 ] |
| 1925 | 32.738    | [ 11 ] |
| 1939 | 39.234    | [ 12 ] |
| 1950 | 58.941    | [ 13 ] |
| 1960 | 55.500    | [ 14 ] |
| 1971 | 60.400    | [ 15 ] |

## Bezirksamtmänner (bis 1939) und Landräte
| Name                       | Amtszeit                                 |
| -------------------------- | ---------------------------------------- |
| Karl August Finweg         | 15. Juli 1862 bis 26. Mai 1875           |
| Johann Paul Krieger        | 26. Mai 1875 bis 11. April 1880          |
| Karl Hochkirch             | 1. April 1880 bis 27. Januar 1885        |
| Wilhelm Schleifer          | 27. Januar 1885 bis 7. September 1890    |
| Robert von Andrian-Werburg | 7. September 1890 bis 16. September 1900 |
| Karl du Moulin-Eckart      | 16. September 1900 bis 16. Januar 1905   |
| Adam Eisert                | 16. Januar 1905 bis 1. Februar 1911      |
| Johannes Oßwalt            | 1. Februar 1911 bis 1. Oktober 1917      |
| Rudolf Hohenbleicher       | 1. Oktober 1917 bis 1. Februar 1935      |
| Max Wolf                   | 1. Oktober 1935 bis 31. Oktober 1937     |
| Max Förderreuther          | 1. Januar 1938 bis 2. Mai 1945           |
| Hans Schott                | 3. Mai 1945 bis 11. Februar 1946         |
| Hans Dietrich              | 12. Februar 1946 bis 4. Januar 1947      |
| Alois Barthelme            | 11. März 1947 bis 13. Juni 1947          |
| Karl Konrad                | 28. August 1947 bis 3. Juni 1948         |
| Hans Dietrich              | 4. Juni 1948 bis 30. April 1958          |
| Andreas Popp               | 1. Mai 1958 bis 30. Juni 1972            |

## Gemeinden
Die Gemeinden des Landkreises Donauwörth vor der Gemeindereform in den 1970er Jahren. (Die Gemeinden, die es heute noch gibt, sind fett geschrieben.)

Landkreis Donauwörth, Gemeindegrenzenkarte von 1961

| frühere Gemeinde                         | heutige Gemeinde                       | heutiger Landkreis                |
| ---------------------------------------- | -------------------------------------- | --------------------------------- |
| Altisheim                                | Kaisheim                               | Landkreis Donau-Ries              |
| Ammerfeld                                | Rennertshofen                          | Landkreis Neuburg-Schrobenhausen  |
| Asbach-Bäumenheim (hieß bis 1958 Asbach) | Asbach-Bäumenheim                      | Landkreis Donau-Ries              |
| Auchsesheim                              | Donauwörth                             | Landkreis Donau-Ries              |
| Baierfeld                                | Buchdorf                               | Landkreis Donau-Ries              |
| Berg                                     | Donauwörth                             | Landkreis Donau-Ries              |
| Blossenau                                | Tagmersheim                            | Landkreis Donau-Ries              |
| Brachstadt                               | Tapfheim                               | Landkreis Donau-Ries              |
| Brünsee                                  | Harburg (Schwaben)                     | Landkreis Donau-Ries              |
| Buchdorf                                 | Buchdorf                               | Landkreis Donau-Ries              |
| Burgmannshofen                           | Marxheim                               | Landkreis Donau-Ries              |
| Daiting                                  | Daiting                                | Landkreis Donau-Ries              |
| Donaumünster (hieß bis 1924 Münster)     | Tapfheim                               | Landkreis Donau-Ries              |
| Donauwörth (Stadt)                       | Donauwörth                             | Landkreis Donau-Ries              |
| Druisheim                                | Mertingen                              | Landkreis Donau-Ries              |
| Ebermergen                               | Harburg (Schwaben)                     | Landkreis Donau-Ries              |
| Eggelstetten                             | Oberndorf a.Lech                       | Landkreis Donau-Ries              |
| Ellgau                                   | Ellgau                                 | Landkreis Augsburg                |
| Emskeim                                  | Rennertshofen                          | Landkreis Neuburg-Schrobenhausen  |
| Ensfeld                                  | Mörnsheim                              | Landkreis Eichstätt               |
| Erlingshofen                             | Tapfheim                               | Landkreis Donau-Ries              |
| Flotzheim                                | Monheim                                | Landkreis Donau-Ries              |
| Fünfstetten                              | Fünfstetten                            | Landkreis Donau-Ries              |
| Gansheim                                 | Marxheim                               | Landkreis Donau-Ries              |
| Genderkingen                             | Genderkingen                           | Landkreis Donau-Ries              |
| Gosheim                                  | Huisheim                               | Landkreis Donau-Ries              |
| Graisbach                                | Marxheim                               | Landkreis Donau-Ries              |
| Gundelsheim                              | Treuchtlingen                          | Landkreis Weißenburg-Gunzenhausen |
| Gunzenheim                               | Kaisheim                               | Landkreis Donau-Ries              |
| Hafenreut                                | Kaisheim                               | Landkreis Donau-Ries              |
| Hagau                                    | Wolferstadt                            | Landkreis Donau-Ries              |
| Harburg (Schwaben) (Stadt)               | Harburg (Schwaben)                     | Landkreis Donau-Ries              |
| Hochfeld                                 | Daiting                                | Landkreis Donau-Ries              |
| Huisheim                                 | Huisheim                               | Landkreis Donau-Ries              |
| Itzing                                   | Monheim                                | Landkreis Donau-Ries              |
| Kaisheim (Markt)                         | Kaisheim                               | Landkreis Donau-Ries              |
| Kölburg                                  | Monheim                                | Landkreis Donau-Ries              |
| Leitheim                                 | Kaisheim                               | Landkreis Donau-Ries              |
| Marxheim                                 | Marxheim                               | Landkreis Donau-Ries              |
| Mauren                                   | Harburg (Schwaben)                     | Landkreis Donau-Ries              |
| Mertingen                                | Mertingen                              | Landkreis Donau-Ries              |
| Möhren                                   | Treuchtlingen                          | Landkreis Weißenburg-Gunzenhausen |
| Monheim (Stadt)                          | Monheim                                | Landkreis Donau-Ries              |
| Mündling                                 | Harburg (Schwaben)                     | Landkreis Donau-Ries              |
| Natterholz                               | Daiting                                | Landkreis Donau-Ries              |
| Neuhausen                                | Marxheim                               | Landkreis Donau-Ries              |
| Nordendorf                               | Nordendorf                             | Landkreis Augsburg                |
| Nordheim                                 | Donauwörth                             | Landkreis Donau-Ries              |
| Nußbühl                                  | Fünfstetten                            | Landkreis Donau-Ries              |
| Oberndorf a.Lech                         | Oberndorf a.Lech                       | Landkreis Donau-Ries              |
| Oppertshofen                             | Tapfheim                               | Landkreis Donau-Ries              |
| Otting                                   | Otting                                 | Landkreis Donau-Ries              |
| Rehau                                    | Monheim                                | Landkreis Donau-Ries              |
| Ried                                     | Monheim                                | Landkreis Donau-Ries              |
| Riedlingen                               | Donauwörth                             | Landkreis Donau-Ries              |
| Rögling                                  | Rögling                                | Landkreis Donau-Ries              |
| Ronheim                                  | Harburg (Schwaben)                     | Landkreis Donau-Ries              |
| Schäfstall                               | Donauwörth                             | Landkreis Donau-Ries              |
| Schweinspoint                            | Marxheim                               | Landkreis Donau-Ries              |
| Sulzdorf                                 | Kaisheim                               | Landkreis Donau-Ries              |
| Tagmersheim                              | Tagmersheim                            | Landkreis Donau-Ries              |
| Warching                                 | Monheim                                | Landkreis Donau-Ries              |
| Weilheim                                 | Monheim                                | Landkreis Donau-Ries              |
| Wemding (Stadt)                          | Wemding                                | Landkreis Donau-Ries              |
| Wittesheim                               | Monheim                                | Landkreis Donau-Ries              |
| Wolferstadt                              | Wolferstadt                            | Landkreis Donau-Ries              |
| Wörnitzstein                             | Donauwörth                             | Landkreis Donau-Ries              |
| Zirgesheim                               | Donauwörth                             | Landkreis Donau-Ries              |
| Zusum-Rettingen                          | Zusum: Donauwörth; Rettingen: Tapfheim | Landkreis Donau-Ries              |
| Zwerchstraß                              | Wolferstadt                            | Landkreis Donau-Ries              |

## Kfz-Kennzeichen
Am 1. Juli 1956 wurde dem Landkreis bei der Einführung der bis heute gültigen Kfz-Kennzeichen das Unterscheidungszeichen DON zugewiesen. Es wird im Landkreis Donau-Ries durchgängig bis heute ausgegeben.